# Adiantum recurvatum
Adiantum recurvatum là một loài thực vật có mạch trong họ Adiantaceae. Loài này được (D. Don) Fraser-Jenk. mô tả khoa học đầu tiên năm 2008.